# Lijst van Nederlandse deelnemers aan de Paralympische Zomerspelen 2000
Deze lijst van Nederlandse deelnemers aan de Paralympische Zomerspelen 2000 in Sydney geeft een overzicht van de sporters die zich hebben gekwalificeerd voor de Spelen.
| Paralympiër               | Sport        | Onderdeel | Ervaring   |
| ------------------------- | ------------ | --- | ---------- |
| Albert van der Mee        | Atletiek     | Discuswerpen Klasse F12 Hoogspringen Klasse F12 Vijfkamp Klasse F12 | Debutant   |
| Willem Noorduin           | Atletiek     | Kogelstoten klasse F36 Discus Werpen Klasse F36 | 4de Spelen |
| Henk Jansen               | Atletiek     | Discuswerpen Klasse F57 Speerwerpen Klasse F57 Kogelstoten Klasse F56 Kogelstoten Klasse F57 | Debutant   |
| Dennis van der Schouw     | Atletiek     | 100 m Klasse T34 200 m Klasse T34 400 m Klasse T34 | Debutant   |
| Kenny van Weeghel         | Atletiek     | 100 m Klasse T54 200 m Klasse T54 400 m Klasse T54 | Debutant   |
| Manfred Kooy              | Atletiek     | 1800 m Klasse T37 | 3de Spelen |
| Iwan van Breemen          | Atletiek     | 1500 m Klasse T54 5000 m Klasse T54 10.000 m Klasse T54 Marathon Klasse T54 | 4de Spelen |
| Gert Kies                 | Atletiek     | Verspringen Klasse F37 | Debutant   |
| Taqy Parnian              | Bankdrukken  | tot 60 kg | 2de Spelen |
| Wim 't Lam                | Basketbal    | Heren | Debutant   |
| Ruud Dettmer              | Basketbal    | Heren | 2de Spelen |
| Koen Jansens              | Basketbal    | Heren | 3de Spelen |
| Mustafa Jebari            | Basketbal    | Heren | 2de Spelen |
| René Martens              | Basketbal    | Heren | 3de Spelen |
| Mario Oosterbosch         | Basketbal    | Heren | Debutant   |
| Frank de Goede            | Basketbal    | Heren | 2de Spelen |
| Anton de Rooij            | Basketbal    | Heren | 2de Spelen |
| Arie van Gent             | Basketbal    | Heren | Debutant   |
| Kees van de Bunte         | Basketbal    | Heren | Debutant   |
| Gert Jan van der Linden   | Basketbal    | Heren | 6de Spelen |
| Kornelis van der Werf     | Basketbal    | Heren | 2de Spelen |
| Petra Garnier             | Basketbal    | Dames | Debutant   |
| Jiske Griffioen           | Basketbal    | Dames | Debutant   |
| Asjoesja Ibrahimi         | Basketbal    | Dames | Debutant   |
| Jennette Jansen           | Basketbal    | Dames | 3de Spelen |
| Chèr Korver               | Basketbal    | Dames | Debutant   |
| Jozima Mosely             | Basketbal    | Dames | 4de Spelen |
| Erna Sanders              | Basketbal    | Dames | Debutant   |
| Ingeborg Tiggelman        | Basketbal    | Dames | 4de Spelen |
| Miranda Wevers            | Basketbal    | Dames | Debutant   |
| Evelyn van Leeuwen        | Basketbal    | Dames | Debutant   |
| Jeanine van Veggel        | Basketbal    | Dames | 2de Spelen |
| Guda van der Laan         | Basketbal    | Dames | 4de Spelen |
| Wim Nales                 | Boogschieten | W2 | Debutant   |
| Jappie Walstra            | Boogschieten | W2 | 5de Spelen |
| Patrick Beekmans          | CP-voetbal   | Heren | Debutant   |
| Percy Enser               | CP-voetbal   | Heren | 3de Spelen |
| Wilfred Hennink           | CP-voetbal   | Heren | 2de Spelen |
| Micha Janse               | CP-voetbal   | Heren | Debutant   |
| Bob Korbach               | CP-voetbal   | Heren | Debutant   |
| Stephan Lokhoff           | CP-voetbal   | Heren | Debutant   |
| Arno de Jong              | CP-voetbal   | Heren | 4de Spelen |
| Jaap de Vries             | CP-voetbal   | Heren | 4de Spelen |
| Milo de Wit               | CP-voetbal   | Heren | Debutant   |
| Rudy van Breemen          | CP-voetbal   | Heren | 2de Spelen |
| Thieu van Son             | CP-voetbal   | Heren | Debutant   |
| Denise Duurvoort          | Goalball     | Dames | Debutant   |
| Marianne Huijben          | Goalball     | Dames | Debutant   |
| Lydia Huyssen             | Goalball     | Dames | 2de Spelen |
| Christa Schrooten         | Goalball     | Dames | Debutant   |
| Nancy Sier                | Goalball     | Dames | Debutant   |
| Ellen van Herk            | Goalball     | Dames | Debutant   |
| Joop Stokkel              | Paardensport | Graad II | 4de Spelen |
| Gert Bolmer               | Paardensport | Graad II | Debutant   |
| Ineke de Groot            | Paardensport | Graad IV | 2de Spelen |
| Sjerstin Vermeulen        | Paardensport | Graad IV | 2de Spelen |
| Jolanda van Hoeven-Uitman | Schietsport  | luchtpistool Klasse SH1 | 2de Spelen |
| Gertrudis Laemers         | Tafeltennis  | Klasse 3 | 2de Spelen |
| Jolanda Paardekam         | Tafeltennis  | Klasse 3 | 4de Spelen |
| Nico Blok                 | Tafeltennis  | Klasse 6 | Debutant   |
| Esther Vergeer            | Tennis       | Dames | Debutant   |
| Sharon Walraven           | Tennis       | Dames | Debutant   |
| Maaike Smit               | Tennis       | Dames | Debutant   |
| Sonja Peters              | Tennis       | Dames | Debutant   |
| Robin Ammerlaan           | Tennis       | Heren | Debutant   |
| Ricky Molier              | Tennis       | Heren | 2de Spelen |
| Eric Stuurman             | Tennis       | Heren | 2de Spelen |
| Henk Aalders              | Volleybal    | Heren | 2de Spelen |
| Ron Durge                 | Volleybal    | Heren | 3de Spelen |
| Martin Lijssen            | Volleybal    | Heren | Debutant   |
| Harry Oomen               | Volleybal    | Heren | 2de Spelen |
| Alfred Oonk               | Volleybal    | Heren | 3de Spelen |
| Johan Reekers             | Volleybal    | Heren | 3de Spelen |
| Stefan Tibben             | Volleybal    | Heren | Debutant   |
| Edwin Timmerman           | Volleybal    | Heren | Debutant   |
| Pieter Top                | Volleybal    | Heren | 4de Spelen |
| Andre Venderbosch         | Volleybal    | Heren | 4de Spelen |
| Johan Verstappen          | Volleybal    | Heren | Debutant   |
| Edwin van der Broek       | Volleybal    | Heren | 2de Spelen |
| Jan Mulder                | Wielersport  | wegwedstrijd Klasse Open tijdrit, 1 km Klasse Open achtervolging Klasse Open | 3de Spelen |
| Pascal Schoots            | Wielersport  | wegwedstrijd Klasse Open tijdrit, 1 km Klasse Open | 2de Spelen |
| Jeroen Straathof          | Wielersport  | achtervolging Klasse Open | Debutant   |
| Udo Hessels               | Zeilen       | Sonar | 2de Spelen |
| Geert Ruesink             | Zeilen       | Sonar | Debutant   |
| Mischa Rossen             | Zeilen       | Sonar | Debutant   |
| Nathalie Groenevelt       | Zwemmen      | 50 m Rugslag Klasse S14 50 m Schoolslag Klasse SB14 50 m Vlinderslag Klasse S14 50 m Vrije Slag Klasse S14 100 m Vrije Slag Klasse S14 200 m Vrije Slag Klasse S14 200 m Wisselslag Klasse SM14   | Debutant   |
| Alwin Houtsma             | Zwemmen      | 50 m Vlinderslag Klasse S14 50 m Vrije Slag Klasse S14 100 m Rugslag Klasse S14 100 m Schoolslag Klasse SB14 100 m Vrije Slag Klasse S14 200 m Vrije Slag Klasse S14 200 m Wisselslag Klasse SM14 | 2de Spelen |
| Chantal Boonacker         | Zwemmen      | 100 m Rugslag Klasse S8 50 m Vrije Slag Klasse S8 100 m Vrije Slag Klasse S8 400 m Vrije Slag Klasse S8                                                                                           | Debutant   |
| Jeroen Gottemaker         | Zwemmen      | 100 m Rugslag Klasse S14 50 m Vlinderslag Klasse S14 50 m Vrije Slag Klasse S14 200 m Vrije Slag Klasse S14 100 m Vrije Slag Klasse S14 200 m Wisselslag Klasse SM14                              | Debutant   |
| Jeroen van Oene           | Zwemmen      | 100 m Rugslag Klasse S14 | Debutant   |
| Joost de Hoogh            | Zwemmen      | 100 m Vlinderslag Klasse S10 100 m Rugslag Klasse S10 100 m Vrije Slag Klasse S10 200 m Wisselslag Klasse SM10 400 m Vrije Slag Klasse S10                                                        | 2de Spelen |
| Jurgen Lentink            | Zwemmen      | 100 m Schoolslag Klasse SB13 100 m Rugslag Klasse S13 100 m Vrije Slag Klasse S13 200 m Wisselslag Klasse SM13 400 m Vrije Slag Klasse S13                                                        | 2de Spelen |
| Jurjen Engelsman          | Zwemmen      | 100 m Vlinderslag Klasse S10 100 m Schoolslag Klasse SB9 100 m Rugslag Klasse S10 50 m Vrije Slag Klasse S10 100 m Vrije Slag Klasse S10 200 m Wisselslag Klasse SM10 400 m Vrije Slag Klasse S10 | 2de Spelen |
| Kasper Engel              | Zwemmen      | 100 m Vrije Slag Klasse S6 100 m Schoolslag Klasse SB5 100 m Rugslag Klasse S6 100 m Vrije Slag Klasse S6 200 m Wisselslag Klasse SM6 400 m Vrije Slag Klasse S6                                  | 3de Spelen |
| Marcel Kamst              | Zwemmen      | 50 m Vlinderslag Klasse S14 50 m Vrije Slag Klasse S14 200 m Vrije Slag Klasse S14 100 m Vrije Slag Klasse S14 200 m Wisselslag Klasse SM14                                                       | Debutant   |
| Marion Nijhof             | Zwemmen      | 50 m Vrije Slag Klasse S11 100 m Vrije Slag Klasse S11 200 m Wisselslag Klasse SM11 400 m Vrije Slag Klasse S11                                                                                   | Debutant   |
| Mendy Meenderink          | Zwemmen      | 100 m Rugslag Klasse S9 50 m Vrije Slag Klasse S9 100 m Vrije Slag Klasse S9 400 m Vrije Slag Klasse S9                                                                                           | Debutant   |
| Naomi Sprick              | Zwemmen      | 50 m Vlinderslag Klasse S14 50 m Schoolslag Klasse SB14 50 m Vrije Slag Klasse S14 200 m Vrije Slag Klasse S14 100 m Vrije Slag Klasse S14                                                        | Debutant   |
| Rutger Sturkenboom        | Zwemmen      | 50 m Vrije Slag Klasse S9 100 m Vrije Slag Klasse S9 200 m Wisselslag Klasse SM9 | 4de Spelen |
| Syreeta van Amelsvoort    | Zwemmen      | 100 m Vlinderslag Klasse S8 100 m Schoolslag Klasse SB8 200 m Wisselslag Klasse SM8 | 2de Spelen |